# Wohlfahrtsökonomik
Die Wohlfahrtsökonomik (englisch welfare economics), Wohlfahrtsökonomie oder Allokationstheorie beschäftigt sich als Teilbereich der Volkswirtschaftslehre mit der Beeinflussung der ökonomischen Wohlfahrt, die sich aus der Allokation von Ressourcen ergibt. Wenn die Allokation zwischen mehreren Agenten stattfindet spricht man auch von Multi-Agenten-Ressourcen-Allokation.
Sie untersucht die Auswirkungen wirtschaftlichen Handelns (u. a. der Zuweisung von Eigentumsrechten) und staatlicher Einflüsse auf das Gesamteinkommen einer Volkswirtschaft sowie auf die Verteilung von Einkommen und Nutzen zwischen den Beteiligten. Wenn zwei Handlungsalternativen verglichen werden, interessieren dabei sowohl die Wohlfahrtsverluste als auch die Wohlfahrtsgewinne, die einzelne Akteure oder die Gesellschaft insgesamt gegenüber einer anderen Lösung erfahren. 
Die Wahl des Maßstabes, der zur Beurteilung einer ökonomischen Situation eingesetzt werden soll, beinhaltet ein Werturteil, auch wenn auf den normativen Charakter meistens nicht explizit hingewiesen wird. Die Wohlfahrtsökonomik ist daher ein Zweig der normativen Ökonomik. Ein häufig verwendeter Maßstab der Wohlfahrtsökonomik ist die Pareto-Effizienz, benannt nach dem Ökonomen und Soziologen Vilfredo Pareto. Bei der vor allem im englischsprachigen Raum häufig eingesetzten Nutzen-Kosten-Analyse wird als Maßstab meist das Kaldor-Hicks-Kriterium verwendet.
Als erster Vertreter dieses Zweiges der Volkswirtschaftslehre erhielt Kenneth J. Arrow im Jahre 1972 den Alfred-Nobel-Gedächtnispreis für Wirtschaftswissenschaften. Im Jahre 1998 wurde auch Amartya Sen ausgezeichnet. Auch der australische Ökonom Yew-Kwang Ng ist für seine zahlreichen wissenschaftlichen Publikationen zur Wohlfahrtsökonomik bekannt.

## Hauptsätze der Wohlfahrtsökonomie
1. Das Gleichgewicht eines (funktionierenden, kompetitiven) Marktes ist Pareto-effizient – sofern es keine externen Effekte gibt und keine Folge von überlappenden Generationen betrachtet wird.
2. Jedes Pareto-Optimum auf einem (funktionierenden, kompetitiven) Markt kann als Wettbewerbsgleichgewicht dezentral realisiert werden.